# Peine de mort au Maroc
Au Maroc, la peine de mort est prévue par le code pénal pour sanctionner les crimes d'homicide aggravé, de torture, de vol à main armée, d’incendie criminel, de trahison, de désertion, et certains types d'attentat concernant le roi ou des membres de sa famille (stricto sensu, telle que définie par le Code pénal). 
La loi dispose que l'exécution doit être réalisée par fusillade sans être rendue publique. 
Des condamnés à mort de longue date n'ont à ce jour toujours pas été exécutés ; la dernière exécution a eu lieu en 1993.
Le Maroc a ratifié le Pacte international relatif aux droits civils et politiques, la Convention relative aux droits de l'enfant, la Convention contre la torture, et signé le statut de la Cour pénale internationale.

## Historique
Entre 1956 et 1993, 198 personnes furent condamnées à mort et fusillées (méthode légale d’exécution), avec une pause de onze années de janvier 1982 à août 1993. L'Instance équité et réconciliation a évalué à 528 le nombre de personnes qui furent exécutées dans un cadre judiciaire ou extrajudiciaire durant le règne d'Hassan II. Depuis 1993 aucune peine de mort n'a été exécutée bien que nombre de condamnés ait reçu une telle sentence durant cette période.
Parler de ce problème a été tabou pendant des décennies[citation nécessaire]. Néanmoins, de multiples organisations se réclamant des droits de l'homme, organisations non gouvernementales et partis de gauche menés par le Front des forces démocratiques l'ont fait. Des blogs et sites Web furent également créés à l'initiative de la société civile. La principale entité civile dans le domaine, récemment créée en 2003, est la Coalition nationale pour l'abolition de la peine de mort au Maroc (CNAPM) qui représente sept associations ayant pour slogan commun Ensemble pour l'abolition de la peine de mort.
Au niveau politique, la situation est paradoxale. Le gouvernement actuel est officiellement pour l'abolition de facto. Néanmoins, le ministre de la Justice a déclaré que le terrorisme est un obstacle à l'abolition de jure de la peine de mort et des sentences de morts sont encore prononcées, en particulier pour terrorisme.
Il faut signaler que la direction du Comité pour la justice et la réconciliation s'est prononcée pour l'abolition. 
En octobre 2006, il a été annoncé que la question serait présentée au parlement marocain pour un vote prévu au printemps 2007. On peut prévoir une âpre bataille politique entre les islamistes modérés du Parti de la justice et du développement (partisans de la peine de mort[citation nécessaire] dans certains cas, conformément à leur interprétation de la Charia) et les partis de gauche.
En 2006, il y avait au Maroc 149 condamnés à la peine capitale. En 2013, une condamnation à mort a été prononcée.
Le 29 novembre 2016, la justice marocaine prononce la peine capitale à l'encontre de l'assassin d'un imam dans une mosquée de Tétouan.
En mai 2017, la Cour d'appel de Casablanca condamne à mort le meurtrier d'un couple de juifs marocains. Le « jardinier-assassin » était poursuivi pour « meurtre avec préméditation, vol qualifié et mutilation ».
Le 18 juillet 2019, trois hommes sont condamnés à mort pour l'assassinat de deux touristes.
Le vendredi 26 juillet, la Cour d'appel de Marrakech condamne à mort les deux principaux accusés dans la fusillade au Café la Crème à Marrakech, qui a causé 1 mort et 3 blessés.
Avril 2021 : Peine de mort confirmée en appel contre le violeur et le meurtrier du petit Adnane âgé de 11 ans, un crime commis en septembre 2020,,.
Avril 2021 : La Cour de cassation confirme la peine de mort pour les auteurs de l’assassinat de deux jeunes touristes scandinaves: Louisa Vesterager Jespersen, étudiante danoise de 24 ans, et son amie norvégienne, Maren Ueland, âgée de 28 ans. En octobre 2019, la Chambre criminelle (2e degré) chargée des affaires du terrorisme près l’annexe de la Cour d’appel à Salé avait confirmé la sentence prononcée en première instance contre Rachid Afatti, Younès Ouziad et Abdessamad Eljoud.

## Peine de mort et droit à la vie
Selon l'article 20 de la dernière Constitution de 2011 : « Le droit à la vie est le droit premier de tout être humain. La loi protège ce droit. ». Aussi pour Amina Bouayach, militante marocaine des droits de l'homme, cet article « est clair : la peine de mort ne devrait [plus] exister » au Maroc. Concernant la peine de mort et le droit à la vie, Mustapha Ramid (contre l'abolition de la peine de mort), d'obédience islamiste, tel qu'il s'est exprimé au Parlement marocain en tant que ministre de la Justice le 22 décembre 2014 : « comme énoncé dans nombre de conventions internationales et régionales, le principe du droit à la vie [ne serait] nullement en contradiction avec la peine de mort, mais il est soumis à des règles et des conditions ».